# تقیه
تقیّه (در لغت به معنای تقوا، پرهیز و نگهبانی) لفظی است در مذهب تشیع که به وانمودهای پیشگیرانه یا انکار باور و تقید مذهبی در مواجهه با آزار اشاره‌ می‌کند. لفظ دیگری که به این مفهوم اشاره دارد، کتمان (در لغت به معنای پوشاندن) است که معنای خاص‌تر پنهان کاری از طریق سکوت یا بی‌ توجهی را می‌دهد.
طبق آموزه‌های شیعه، افراد مجاز هستند وقتی در معرض خطر، تهدید، آزار یا اضطراب قرار گرفتند، باور و عقیده‌ی دینی خود را مخفی و به اصطلاح، تقیّه کنند. این کار در شرایط معینی در مذهب سنی نیز مجاز است.
نخستین بار ، برخی از صحابه در شرایط سخت اقدام به تقیّه کردند. بعدها این رسم برای شیعیان به دلیل تجربه‌ی آن‌ها به عنوان یک اقلیت دینی مورد آزار، اهمیت پیدا کرد. بنا بر آموزه‌ی شیعه، تقیّه در شرایطی مجاز است که خطر مرگ یا از دست دادن اموال وجود دارد و خطری از بابت آن دین را تهدید نمی‌کند. به تقیّه به خصوص در بین شیعه دوازده‌امامی به منظور حفظ وحدت بین مسلمانان و برادری روحانیون شیعه مشروعیت‌بخشی شده‌ است.  در صورتی که کسی از روی تقیه دروغی بگوید برای او گناه محسوب نمی‌شود و در پیشگاه خدا مجازات‌ نمی‌شود.
یاردن ماریوما می‌نویسد: «تقیّه یک لفظ فقهی اسلامی است که معنای در حال تغییر آن مرتبط با وقتی است که یک مسلمان، طبق شریعت مجاز است دروغ بگوید.»
واژه «تقیّه» از واژه «وقایه» به معنای سپر گرفته شده ‌است؛ که انسان به وسیله‌ی آن از جان و دیگر چیزهای ارزنده‌اش دفاع می‌کند. یکی از اعتراضات اهل سنت بر شیعه آن است که شیعیان تقیّه می‌کنند. اهل سنت تقیّه را نوعی نفاق دانسته و آن را گناه می‌شمارند به همین دلیل همواره شیعه را بخاطر آن مورد اعتراض قرار می‌دهند. در جواب این اشکال گفته‌اند که معنای تقیه کاملاً متضاد با معنای نفاق است؛ چراکه نفاق پنهان کردن کفر و باطل و اظهار ایمان است؛ درحالی که تقیه پنهان کردن ایمان و اظهار کفر (و باطل) است.

## تقیه در لغت
کلمه تقیه از لحاظ ساختار صرفی، اسم مصدر است و فعل آن یا تقِی یتْقی از ثلاثی مجرد یا إتقی یتّقی ثلاثی مزید است. اهل لغت تقیه را از ماده وقی یقی به‌معنای «حفظ و صیانت از آزار و اذیت» دانسته‌اند. ابن منظور در لسان العرب می‌گوید: «وقاه الله وقایَة و واقیة، ای صانه».

## تقیه در اصطلاح
بعضی گفته‌اند: تقیه در اصطلاح انجام دادن کاری است که از روی عقیدهٔ قلبی نباشد و در دل، غیر از آن باشد.
بعضی دیگر گفته‌اند یا به خاطر مصلحت چیزی را به زبان آوردن که در دل، غیر آن باشد.
بعضی دیگر گفته‌اند: تقیه به معنای پرهیز کردن و خودداری کردن و در شرع به معنای خودداری از اظهار مذهب خویش است در مواردی که ضرر مالی یا جانی یا عرضی متوجه شخصی باشد.
بعضی گفته‌اند: تقیه، مدارا و رازپوشی است و همچنین پنهان کردن مذهب خود یا احتیاط در مقابل کسی که مذهب دیگری دارد.
بعضی دیگر گفته‌اند: تقیه یعنی پرهیز گروهی از گروه دیگر و اظهار صلح و سازش با ایشان در حالی‌که در باطن خلاف آن است.

## تقیه در قرآن
در قرآن آیاتی است که تقیه را جایز و مشروع می‌داند:
۱) " لا یتخذ المؤمنون الکافرین اولیاء من دون المؤمنین و من یفعل ذالک فلیس من الله فی شیئ الا ان تتقوا منهم تقاةً و یحذّرکم الله نفسه و الی الله المصیر (آل عمران / ۲۸).
مسلمانان نباید کفار را در برابر مسلمان‌ها یار و سرپرست خود قرار دهند و هرکس چنین کاری کند هیچگونه ارتباطی با خداوند ندارد، مگر اینکه از آن‌ها بترسید و تقیه کنید و خداوند شما را از مجازات خودش برحذر می‌دارد و بازگشت همه به سوی او است.
۲) من کفر بالله من بعد ایمانه الا من اکره و قلبه مطمئن بالایمان (نحل /۱۰۶)؛ هرکس بعد از ایمانش به خدا کافر شود، گرفتار غضبی از جانب خدا و عذاب عظیمی خواهد شد مگر کسی او را مجبور به اظهار کفر کند در حالیکه دلش آرام به ایمان است.
۳) و قال رجل مؤمن من آل فرعون یکتم ایمانه اتقتلون رجلا أن یقول ربی الله و قد جائکم بالبینات من ربکم (غافر/۲۸)
مرد مؤمنی از آل فرعون که ایمان خود را پنهان می‌داشت، گفت: آیا می‌خواهید کسی را به قتل برسانید به خاطر اینکه می‌گوید: پروردگار من الله است در حالیکه از جانب خداوند براهین و نشانه‌هایی آورده‌است؟
همانگونه که ملاحظه می‌شود این آیات تقیه را جایز می‌داند.
شأن نزول آیه دوم " من کفر بالله من بعد ایمانه الا من اکره و قلبه مطمئن بالایمان و لکن من شرح بالکفر صدرا فعلیهم غضب من الله و لهم عذاب عظیم " را مفسران در مورد عمار یاسر دانسته‌اند. در حالی عمار یاسر در مقابل شکنجه‌ها تاب مقاومت نیاورد و اظهار کفر کرد که پدر و مادرش یاسر و سمیه زیر شکنجه‌های مشرکان کشته شده بودند. مشرکان نیز پس از اظهار کفر، او را آزاد ساختند. عمار نگران و سراسیمه نزد محمد (پیامبر اسلام) رفت که من زیر شکنجه چنین کلماتی بر زبان رانده و اظهار کفر نموده‌ام. این آیه نازل شد که هرکس بعد از ایمان به خدا و رسولش کافر شود گرفتار عقوبت سختی خواهد شد مگر آنکه مجبور شود و قلبش به ایمان مطمئن باشد.

## تقیه از دیدگاه شیعیان
اگر قدرت و دولت حقه مطلقه اسلامیه باشد، طبعاً وظیفه مسلمین تقوای مطلق است و چنانچه دولت ستمکاران است طبعاً چاره‌ای به جز تقیه نیست، چنان‌که در خبر است «التقیة واجبة لا یجوز ترک‌ها إلی أن یخرج القائم»: «تقیه واجب است و نباید ترکش کرد تا قیام قائم» و اینکه در بسیاری از اخبار مسلمانان را به تقیه امر کرده‌اند، این خود در انحصار موارد درگیری و ناچاری است که «التقیة دینی و دین آبائی … لا إیمان لمن لاتقیةله .. وإن تسعة أعشار الدین فی التقیة»: «تقیه دین من و دین پدران من است، ایمان ندارد کسی که هرگز تقیه ندارد، نه دهم دین در تقیه است» اینها همه و همه در حالت درگیری با دشمن یا حفظ مصلحت مهم‌تر است، وگرنه تقیه موردی ندارد چنان‌که در دولت قائم که در این زمان درخشان حالت امن مطلق است برای مؤمنان، و تنها تقیه در انحصار دیگران خواهد بود که در دولت حقه الهیه چاره‌ای به جز هماهنگی یا مؤمنین ندارد و در خبر است که «تقیه در دولت قائم برداشته می‌شود».
روی این اصل در همه زمان‌ها و زمین‌ها تقیه به چهره‌های گوناگون وجود دارد، که به ناچار بایستی برای حفظ واجب مهم‌تر و ترک حرام بزرگ‌تر، واجب کوچک‌ترین را ترک کنی و حرام کوچک‌تری را مرتکب شوی، که این دو در حالت درگیری و ناچاری از وجوب و حرمت هم می‌افتند، کوچک فدای بزرگ و بزرگ فدای بزرگ‌تر می‌شود.
بنابراین تقیه همه‌اش سکوت و صلح با ظالم و عقب‌نشینی از معرکه نیست، گاه مقتضای مصلحت چنان است و گاهی هم فریاد زدن و با ظالم، درگیری و وارد معرکه‌های خونین گشتن است.
مثلاً صلح حسن به مقتضای تقیه بود و جنگ حسین نیز تقیه بود، سکوت سیزده ساله محمد در مکه و قیام مسلحانه ده ساله مدینه‌اش هر دو تقیه بود، قیام علی در آغاز کار همراه محمد و در پنج سال حکومتش تقیه بود؛ و همچنین سکوتش در این میان که بیست و پنج سال هم طول کشید تقیه بود.
در همه این جنگ و صلح‌ها آنچه اصالت دارد حفظ مهم‌تر است با از دست دادن مهم، آنجا که درگیری خونین است هدف حفظ اصل اسلام است گرچه با از دست دادن گروهی از مسلمین، حتی شهید شدن حسین و فرزندان و کسانش، که جان اسلام مهم‌تر است و جان حسین مهم، این بایستی فدای آن شود و همین خود تقیه است؛ و آنجا هم که صلح و سکوت است سستی و ضعف نیست، بلکه این خود وسیله دیگری برای حفظ اسلام است.
اگر محمد سیزده سال مکه را به سکوت و تحمل برگزار نمی‌کرد اصولاً محمد و مسلمان‌هایی نمی‌ماندند تا اسلامی بماند و رفته رفته قوت گیرد و اگر هم جنگ‌های دفاعی مدینه نبود با حمله‌های پیاپی سرد و گرم دشمن به‌طور کلی سازمان و تشکیلات اسلامی از هم می‌پاشید و همچنین صلح و جنگ علی بن ابیطالب در سه قسمت زندگی اش و صلح حسن مجتبی و جنگ حسین، که همه و همه فداکاری در راه بزرگداشت اسلام و نگهبانی اساس اسلام بود.
آنان که از دیدگاه مصلحت ریشه‌ای اسلامی حوادث را بازدید می‌کنند نه تنها این صلح و سکوت‌ها را سستی و خواری نمی‌دانند، بلکه بسی سخت‌تر و ناگوارتر می‌دانند، که علی آن‌چنان شجاع در حادثه اهانت به زهرایش سکوت کند و ربع قرن برای حفظ وحدت و مصلحت اسلامی نه تنها ساکت باشد، بلکه خلفا را هم در خطاهایشان رهنمون باشد؛ و حسنِ آن چنان دلیر با خون دل صلح کند و قطعاً اگر حسن در زمینه حسین بود بی‌کم‌وکاست همان برخورد خونین را داشت و حسین هم اگر در زمینه حسن بود همان صلح خونین، هر دو خونین بود ولی آن بر دل حسن و این بر تن حسین.
اینجاست که معنی «ایمان ندارد کسی که تقیه‌ای ندارد» را به خوبی می‌فهمیم، زیرا شخص مؤمن عاقل در این درگیری‌ها نه به کلی واداده است و بی‌تفاوت و نه آنکه برای حفظِ کاهی کوهی را از دست می‌دهد، که این هر دو برخلاف عقل و ایمان است، بلکه لازمه عقل و ایمان در این موارد همیشه نگهبانی واجبات مهم‌تر و ترک محرمات بزرگ‌تر است که طبعاً برحسب اختلاف شرائط و درگیری‌ها و زمینه‌ها چهره‌های گونه‌گونی به خودی می‌گیرد، تا جائی که جنگ و صلح اسلامی که صورةً دو چهره کاملاً متضادند هر دو به مقتضای تقیه خواهند بود.
یکی از قواعد عمومی در باب تقیه مقدم داشتن مصالح اجتماعی مسلمین است بر مصالح فردی و در مصالح فردی هم مقدم داشتن جان است بر چیزهای دیگر و اصولاً در نوامیس، پنجگانه: ۱- دین ۲- جان ۳- عقل ۴- عرض ۵- و مال، مصالح اجتماعیشان بر مصالح فردی آن‌ها همیشه مقدم است، مگر آنکه فردی همچون امتی ارزمند و ارجمند باشد.
چنان‌که خود این پنج ناموس به ترتیب شمارة فوق بر یکدیگر سبقت دارند و در موارد درگیری هر یک بر دیگری مقدمند و هر اجتماعی بر فردی مانند خود مقدم است و به‌طور کلی بایستی از دیدگاه دقیق اسلامی مصلحت‌ها برانداز شود و آنچه مهم‌تر است همیشه حفظ شود و این خود تقیه است: «حفظ مهم‌تر با از دست دادن مهم» و همه موارد تقیه هم جبهه‌های حق و باطل و درگیری جنود الله است با جنوالشیطان، یا هرگونه برخوردی که آزادی مطلق را از انسان می‌گیرد.
پس تقیه وِل دادن و بی‌تفاوت بودن و حالت مردگی در معرکه‌های حق و باطل نیست، که هیس، هرگز قدمی از قدم برمدار، سخنی مگوی، در خانه‌ات بنشین تا صاحب اصلی بیاید و همه کارها را درست کند.
نه! بلکه تقیه خود حالت نگهبانی سربازان اسلام است که حتی‌المقدور در غیبت پرچمدار اصلی باجست و گریزهای گوناگون ریشه اصلی اسلام را همچنان نگهبانند و همیشه آماده یورش و جانبازی.}

## تقیه در روایات
قتاده یکی از علمای اهل سنت در مورد آیه ۱۰۶ سوره نحل می‌گوید: «این آیه در مورد عمار بن یاسر نقل شده که بنی مغیره او را گرفته در چاهی بنام بئر میمون انداخته و به او می‌گفتند: به محمد کافر شو. عمار هم از آن‌ها به ظاهر تبعیت کرد در حالیکه قلبش به ایمان مطمئن بود. خداوند این آیه را نازل کرد».
فخر رازی در تفسیر خود نقل کرده که وقتی عمار بن یاسر زیر شکنجه اظهار کفر کرد، شخصی به پیامبر خبر داد که عمار کافر شده‌است. پیامبر گفت: «کلاً، ان عماراا ملیئ ایمانا من فرقه الی قدمه و اختلط الایمان بلحمه و دمه. فأتی عمار رسول‌الله (ص) و هو یبکی فجعل رسول‌الله (ص) یمسح عینیه و یقول: مالک؟ ان عادوا لک فعد لهم بماقلت».
هرگز! عمار از فرق سر تا نوک پا پر ایمان است و ایمان با گوشت و خون او آمیخته شده‌است. در این هنگام عمار که گریان بود سر رسید. پیامبر او را نوازش می‌کرد و می‌فرمود: چه شده؟ اگر آن‌ها دو باره تو را مجبور به این کار کردند تو هم همین کار (اظهار کفر) را تکرار کن.

## تقیه در فتاوای اهل سنت
فرغانی یکی از فقهای حنفی در کتاب «فتاوی قاضیخان» که در حاشیه کتاب «الفتاوی الهندیه» چاپ شده از قول قاضیخان می‌گوید:

«اذا اکره الرجل بقتل او اتلاف عضو من اعضائه علی ان یقتل رجلا مسلماً فقتله، فهل یصح مثل هذا الاکراه؟ و هل یحکم علی القاتل بالقصاص او لا؟
قال ابوحنیفه و محمد: یصح الاکراه و یجب القصاص علی المکره دون المأمور.»
«سؤال: اگر مردی به قتل یا اتلاف عضوی از اعضای یک انسان مجبور شود و او مردی مسلمانی را به قتل برساند، آیا این اکراه صحیح است؟ آیا قاتل محکوم به قصاص می‌شود؟
ابو حنیفه و محمد می‌گوید: اکراه صحیح است و قصاص بر اکراه‌کننده واجب می‌شود نه قاتل که مأمور بوده‌است.»
جصاص حنفی متوفای ۳۷۰ هجری گفته: «و علیه فالتقیه واجبه فیما اباحه الاکراه عنده، و قد جوزها فی شرب الخمر و اکل المیته و قذف المحصنات»
بنا بر این تقیه در مواردی که اکراه آن‌ها را مباح کرده، واجب است و تقیه را در شرب خمر، خوردن گوشت مردار و قذف زنان محصن جایز دانسته‌اند.
تقیه در بین اهل سنت یکی از اصول اعتقادی نیست و در معنی. مفهوم و کاربرد با مذهب تشیع تفاوت بنیادی دارد 

## تقیه در دیدگاه متفکرین

### محمد صادقی تهرانی
محمد صادقی تهرانی در مورد تقیه شیعیان در مکه می‌گوید: 
در کشور حج که رمز وحدت و پایگاه و زادگاه و جایگاه توحید است، واجب است برای حفظ وحدت اسلامی همة اقلیت‌های مسلمان خود را در این موج اکثریت مسلمین ادغام کنند، حساب خود را جدا نگیرند، نماز جدا – اجتماعات جدا – برخوردهای جدا – مشورت‌های جدا … هرگز! بلکه اینجا علی‌رغم دشمنان اسلام که آتش عداوت و اختلاف را دائماً با قلم‌های مسمومشان شعله می‌زنند، و به وسائل گوناگون می‌کوشند تا از کاه‌ها کوه‌ها بسازند، و از اندک اختلاف‌های سلیقه‌ای فلسفی – فقهی و … شکاف‌های زیادی میان مسلمین ایجاد کنند، ما بایستی علی‌رغم اینان و دشمنان داخلی‌مان در استحکام وحدت و پیوستگی کامل میان خودمان بکوشیم.

### سید محمد جواد غروی

#### معنای لغوی تقیه
تقیه مصدر ثلاثی مجرد است به معنای پرهیز از خطر و اجتناب از دشمن و خود را در پناه چیزی حفظ کردن است. در دین به معنای مخفی کردن اعتقاد است به قصد حفظ جان از آسیب دشمن.

#### توضیحی پیرامون تقیه
سید محمد جواد غروی در کتاب چند گفتار به این موضوع اشاره می‌کند که احکام الهی که در شرع و از طریق قرآن ابلاغ شده باید تا قیامت باقی بماند و همچنین پرهیز از بیان حکم خداوند خصوصاً توسط ائمه موجب تعطیلی و ابطال اوامر و نواهی خداوند می‌گردد اگر ائمه در احکام تقیه می‌کردند این امر موجب پیدایش اختلاف در دین خدا می‌شد. ترس خلفای ستمگر از ائمه این بود که آن‌ها حزبی تشکیل دهند و در مقابل ستمگران قیام کنند از این رو ائمه پیروان خود را از تجمع در برابر مخالفین منع نموده که چنین تقیه‌ای را تقیه در موضوعات می‌نامند. تقیه در موضوعات هم عقلی است و هم از کتاب و سنت قطعیه می‌باشد ائمه هم خود به این معنا تقیه می‌کردند.

#### شان نزول آیه تقیه
مفسرین عام و خاص شان نزول این آیه را عمل عماریاسر می‌دانند. عمار یاسر پس از تحمل شکنجه‌های فراوان و مشاهدهٔ صحنهٔ شهادت والدینش یاسر و سمیه در مقابل اصرار کفار بر اظهار کفر تسلیم شد و بر حسب ظاهر دست از اسلام برداشت.

#### انواع تقیه
- تقیه واجب:در موردی است که در آن ترک تقیه باعث ضرر جانی، بدنی، مالی، عرضی یا مانند این‌ها بشود یا ضرری به اسلام برسد بی آن که فائده چشمگیری عائد اسلام گردد.[۳۵]
- تقیه حرام :در موردی است که هرگاه ترک تقیه کند، باطل را سخت کوبیده، و حق را در مرتبهٔ اعلی ترویج نموده‌است مانند ترک تقیهٔ سیدالشهدا.[۳۵]
- تقیه مستحب: در وقتی است که تقیه کردن، منافع بیشتری عائد شخص و سائر مسلمین می‌نماید مانند این که در حج تقیه کردن و همراهی با آن‌ها در بعضی از فروعات و حضور در جماعات ایشان موجب تحکیم مبانی اتحاد بین مسلمان‌ها می‌شود.[۳۵]
- تقیه مکروه:آن است که سود و زیان در فعل یا ترک تقیه بسیار اندک است و بعضی اوقات ترک آن بهتر و این هنگامی است که خطر جانی یا مالی شخص را تهدید نمی‌کند.[۳۵]